# 他田部氏
他田部氏（おさたべし）は日本の古代氏族の一つである。

## 概要
他田部氏は、6世紀後半頃の敏達天皇の宮であった訳語「他田幸玉宮（おさたのさきたまのみや）」にちなむ部民である他田部に由来するとされている。敏達天皇は他田の宮にあって他田天皇とも称せられた。他田部はその料地に所属し所領の管理等に従事した人々といわれる。「他田部舎人」と記された木簡が地方から発見されているが、これは敏達天皇の皇居である他田宮に地方から出仕して、皇居の警護や雑用の任に当たった一族と考えられている。
他田氏や丹田氏、長田氏、多田氏、田幸氏なども同じ流れを汲むといわれる。
正倉院文書に、他田日奉部直神護解を遺した下総国海上郡出身の奈良時代の官人他田日奉神護の名が見え、平安時代初期までは金刺部氏と共に信濃国や駿河国に多く分布し郡司層で活躍する名が残され、特に信濃では伊那・諏訪・筑摩・水内・埴科・小県の各郡の郡司を占めている。貞観4年（862年）には信濃国小県郡権少領他田舎人藤雄と共に信濃国大領金刺舎人正長が外従五位下を授けられた。貞観6年（864年）には右近衛将監長田（他田）直利世が外従五位下を授けられて３年後には下野介に任ぜられている。しかし、その後は諏訪社の神官などに活動範囲が狭まっている。
万葉集には律令制のもとで新たに置かれた新国造として小県郡他田舎人大嶋の名がある。『日本霊異記』には小県郡跡目里人の他田舎人蝦夷の私出挙の話が見える。